# Автошлях Т 1202
Автошля́х Т 1202 — автомобільний шлях територіального значення в Кіровоградській області. Проходить територією Кропивницького району від перетину E50 через Державний музей-заповідник «Хутір Надія» до перетину з E584. Загальна довжина — 13,5 км.

## Маршрут
Автошлях проходить через такі населені пункти:
| Автошлях Т 1202                          |         |
| Кіровоградська область                   |         |
| Кропивницький район                      |         |
| Івано-Благодатне                         | E50М12  |
| Українка                                 |         |
| Миколаївка                               |         |
| Державний музей-заповідник «Хутір Надія» |         |
| Корлюгівка                               |         |
| Шевченкове                               |         |
|                                          | E584М13 |